# Aporum nycteridoglossum
Aporum nycteridoglossum é uma espécie de orquídea epífita de hábito pendente e flores pequenas, que habita Sabah, em Borneu.